# Icatu
Icatu este un oraș în unitatea federativă Maranhão (MA), Brazilia.